# Harry McCoy
Pour les articles homonymes, voir McCoy.
Harry McCoy, né le 10 décembre 1889 à Philadelphie (Pennsylvanie) et mort le 1er septembre 1937 à Hollywood (Californie), est un acteur et scénariste américain.

## Filmographie

### Comme acteur

#### Années 1910
- 1912 : Pants and Pansies
- 1912 : Lily's Lovers
- 1912 : Got a Match
- 1912 : The Engagement Ring (non confirmé)
- 1912 : Through Dumb Luck de Dell Henderson
- 1913 : The Jealous Waiter de Mack Sennett
- 1913 : The Deacon Outwitted (it)
- 1913 : Her Birthday Present (it)
- 1913 : A Tangled Affair
- 1913 : A Doctored Affair (it)
- 1913 : A Deaf Burglar (it)
- 1913 : Love and Pain
- 1913 : A Wife Wanted (en)
- 1913 : Hubby's Job
- 1913 : Billy Dodges Bills
- 1913 : Their Husbands
- 1913 : Mike and Jake Go Fishing : Jake
- 1913 : Mike and Jake Among the Cannibals : Jake
- 1913 : Mike and Jake at College : Jake
- 1913 : Mike and Jake at the Beach : Jake
- 1913 : Mike and Jake in the Oil Fields, or The Stinger Stung : Jake
- 1913 : Mike and Jake in the Wild, Wild West : Jake
- 1913 : Mike and Jake in Mexico : Jake
- 1913 : The Joy Riders
- 1913 : Mike and Jake as Heroes : Jake
- 1913 : For Art and Love
- 1913 : Mike and Jake as Pugilists : Jake
- 1913 : Charlot boxeur (The Champion) de Charlie Chaplin
- 1913 : He Would a Hunting Go (en)
- 1913 : Mike and Jake in Society : Jake
- 1914 : La Course au voleur (A Thief Catcher) de Ford Sterling
- 1914 : Double Crossed
- 1914 : Mike and Jake Live Close to Nature : Jake
- 1914 : The Mystery of a Taxicab
- 1914 : Les Bandits du village (In the Clutches of the Gang) de George Nichols
- 1914 : Mike and Jake Join the Army : Jake
- 1914 : Won in a Closet
- 1914 : A Race with Death
- 1914 : L'Étrange Aventure de Mabel (Mabel's Strange Predicament) de Mabel Normand : L'amoureux
- 1914 : Charlot fait du cinéma (A Film Johnnie), de George Nichols : Pompier / homme dans le public
- 1914 : His Favorite Pastime : Patron du bar
- 1914 : Mike and Jake Go in for Matrimony : Jake
- 1914 : Charlot aime la patronne (The Star Boarder)  de Charlie Chaplin
- 1914 : Mike and Jake in the Clutch of Circumstances : Jake
- 1914 : Mabel au volant (Mabel at the Wheel) de Mabel Normand et Mack Sennett : Petit-ami de Mabel
- 1914 : Caught in a Cabaret : Un amoureux
- 1914 : Mabel's Nerve
- 1914 : Charlot et les Saucisses (Mabel's Busy Day) de Mack Sennett : Le voleur de hot-dog
- 1914 : Charlot et le Mannequin (Mabel's Married Life) de et avec Charlie Chaplin et Mabel Normand : Homme au bar
- 1914 : Charlot garçon de théâtre (The Property Man) de Charlie Chaplin : Homme ivre en public
- 1914 : The Face on the Bar Room Floor : Le buveur
- 1914 : Charlot grande coquette (The Masquerader) de Charlie Chaplin : Acteur
- 1914 : His New Profession : Policier
- 1914 : Hello, Mabel (en)  de Mabel Normand : Petit-ami de Mabel
- 1914 : Charlot rival d'amour (Those Love Pangs), de Charlie Chaplin : Officier de Police
- 1914 : Mabel's Blunder
- 1914 : Charlot et Mabel aux courses (Gentlemen of Nerve) de Charlie Chaplin : Spectateur
- 1914 : Cursed by His Beauty
- 1914 : Le Roman comique de Charlot et Lolotte (Tillie's Punctured Romance) de Mack Sennett : pianiste au restaurant et un serveur
- 1914 : How Heroes Are Made de  Charles Parrott : Le petit-ami
- 1914 : The Noise of Bombs
- 1914 : Charlot et Mabel en promenade (Getting Acquainted) de Charlie Chaplin : Flirt au Park
- 1914 : Love and Dynamite
- 1914 : La Culotte magique de Fatty (Fatty's Magic Pants) de Roscoe Arbuckle : Invité à la fête
- 1914 : Fatty chez les peaux rouges  (Fatty and Minnie He-Haw) : Barfly
- 1915 : Regeneration de Raoul Walsh
- 1915 : Saved by the Wireless
- 1915 : La Lessive de Mabel (en)
- 1915 : Hogan's Mussy Job
- 1915 : Peanuts and Bullets
- 1915 : Caught in a Park
- 1915 : Les Tribulations de Fatty (Fatty's Reckless Fling) de Roscoe Arbuckle
- 1915 : Fatty fait une conquête de Roscoe Arbuckle : Pickpocket
- 1915 : His Luckless Love
- 1915 : Beating Hearts and Carpets
- 1915 : Caught in the Act
- 1915 : Ambrose's Lofty Perch
- 1915 : Crossed Love and Swords
- 1915 : A Human Hound's Triumph
- 1915 : He Wouldn't Stay Down
- 1915 : For Better - But Worse
- 1915 : The Cannon Ball
- 1915 : Merely a Married Man
- 1915 : Those Bitter Sweets (it)
- 1915 : A Home Breaking Hound
- 1915 : The Battle of Ambrose and Walrus
- 1915 : A Village Scandal (en)
- 1916 : The Great Pearl Tangle
- 1916 : Because He Loved Her
- 1916 : Perils of the Park
- 1916 : A Movie Star : Un homme-orchestre
- 1916 : Love Will Conquer
- 1916 : His Auto Ruination
- 1916 : Cinders of Love
- 1916 : His Last Laugh
- 1916 : Bubbles of Trouble d'Edward F. Cline
- 1916 : She Loved a Sailor
- 1917 : His Deadly Undertaking de lui-même
- 1917 : His Parlor Zoo de lui-même
- 1917 : His Rise and Tumble de lui-même
- 1917 : His One Night Stand de lui-même
- 1917 : His Cool Nerve de lui-même
- 1917 : His Saving Grace de lui-même
- 1917 : All at Sea
- 1918 : A Hoosier Romance de Colin Campbell : John
- 1918 : His Wife's Friend
- 1918 : Une femme d'attaque (Fair Enough) d'Edward Sloman : Frederick Pierson
- 1919 : Wild Wild Women
- 1919 : Sis Hopkins
- 1919 : His Naughty Wife
- 1919 : The Chicken Hunters
- 1919 : Taming the West

#### Années 1920
- 1920 : Le Garage infernal (The Garage) de Roscoe Arbuckle
- 1920 : A Twilight Baby
- 1920 : Clever Cubs
- 1920 : Hired and Fired
- 1920 : A Close Shave (it)
- 1921 : Circus Heroes
- 1921 : High & Dry
- 1921 : False Roomers
- 1921 : In Bad Again
- 1921 : Two Faces West
- 1921 : Friday, the 13th
- 1921 : Start Something
- 1924 : Obey the Law
- 1924 : Keep Going
- 1924 : Keep Coming
- 1924 : Sons-In-Law
- 1924 : Hit 'em Hard
- 1924 : Taxi! Taxi!
- 1924 : Fearless Fools
- 1924 : Lost Control
- 1924 : Her City Sport
- 1924 : Eat and Run
- 1924 : The Fatal Mistake
- 1924 : Traffic Jams
- 1924 : Snappy Eyes
- 1924 : Some Tomboy
- 1925 : Nobody's Sweetheart
- 1925 : Sailing Along
- 1925 : Stick Around (en) : Dr. Brown
- 1925 : Heads Up : Biff
- 1925 : Heir-Loons
- 1926 : Dashing Thru
- 1928 : Hearts of Men : Tippy Ainsworth
- 1928 : Le Mari déchaîné (A little bit of fluff) de Jess Robbins et Wheeler Dryden
- 1929 : Whirls and Girls
- 1929 : The Bees' Buzz

#### Années 1930
- 1932 : The Trial of Vivienne Ware : Policier
- 1935 : Calm Yourself
- 1935 : L'Évadée (Woman Wanted) de George B. Seitz : Businessman

### comme réalisateur
- 1917 : His Parlor Zoo
- 1917 : His Rise and Tumble
- 1917 : His One Night Stand
- 1917 : His Cool Nerve
- 1917 : His Saving Grace
- 1927 : Oh Boy (+ producteur)

### comme scénariste
- 1917 : His One Night Stand
- 1926 : Alice Be Good
- 1926 : Smith's Visitor
- 1926 : A Blonde's Revenge
- 1926 : Kitty from Killarney
- 1927 : The Jolly Jilter
- 1927 : Catalina, Here I Come
- 1927 : Souffrances de producteur (Crazy to Act)
- 1927 : Smith's Fishing Trip
- 1927 : Three's a Crowd
- 1927 : The Bull Fighter
- 1927 : The Girl from Everywhere d'Edward F. Cline
- 1928 : The Beach Club
- 1928 : The Chaser
- 1928 : The Bicycle Flirt
- 1928 : Smith's Restaurant
- 1928 : His Unlucky Night
- 1928 : Catalina Rowboat Races
- 1928 : Cours, ma fille (Run, Girl, Run) d'Alfred J. Goulding
- 1929 : Baby's Birthday
- 1929 : The Bees' Buzz
- 1929 : The Big Palooka
- 1929 : Jazz Mamas
- 1929 : The Constabule
- 1929 : The Lunkhead
- 1929 : Clancy at the Bat
- 1929 : The New Halfback
- 1930 : Scotch
- 1930 : Sugar Plum Papa
- 1930 : Bulls and Bears
- 1930 : He Trumped Her Ace
- 1930 : Honeymoon Zeppelin
- 1930 : Radio Kisses
- 1930 : Fat Wives for Thin
- 1930 : Johnny's Week End
- 1930 : Midnight Daddies
- 1930 : Won by a Neck
- 1930 : Our Nagging Wives
- 1931 : A Poor Fish
- 1931 : One Yard to Go
- 1931 : The College Vamp
- 1931 : The Shooting of Dan the Duck
- 1931 : The Bride's Mistake
- 1931 : The Dog Doctor
- 1931 : Just a Bear
- 1931 : In Conference
- 1931 : The Cowcatcher's Daughter
- 1931 : Ghost Parade
- 1931 : Hold 'er Sheriff
- 1931 : Monkey Business in Africa
- 1931 : Movie Town
- 1931 : Slide, Speedy, Slide
- 1931 : The Albany Branch
- 1931 : Fainting Lover
- 1931 : Too Many Husbands
- 1931 : The Cannonball
- 1931 : Poker Widows
- 1931 : I Surrender Dear
- 1931 : Speed
- 1931 : Taxi Troubles
- 1931 : The Great Pie Mystery
- 1931 : One More Chance de Mack Sennett
- 1931 : The All-American Kickback
- 1931 : Half Holiday
- 1931 : The Pottsville Palooka
- 1932 : Dream House
- 1932 : The Girl in the Tonneau
- 1932 : Shopping with Wifie
- 1932 : Heavens! My Husband!
- 1932 : Billboard Girl
- 1932 : The Flirty Sleepwalker
- 1932 : Speed in the Gay Nineties
- 1932 : Listening In
- 1932 : The Candid Camera
- 1932 : Alaska Love
- 1932 : For the Love of Ludwig
- 1932 : The Giddy Age
- 1932 : Courting Trouble
- 1932 : False Impressions
- 1932 : Bring 'Em Back Sober
- 1932 : Hypnotized, de Mack Sennett
- 1933 : Sing, Bing, Sing
- 1933 : The Big Fibber
- 1934 : Counsel on De Fence
- 1936 : Midnight Blunders

### comme compositeur
- 1930 : Bulls and Bears
- 1930 : Honeymoon Zeppelin
- 1930 : Radio Kisses